# درد بیهوده عشق

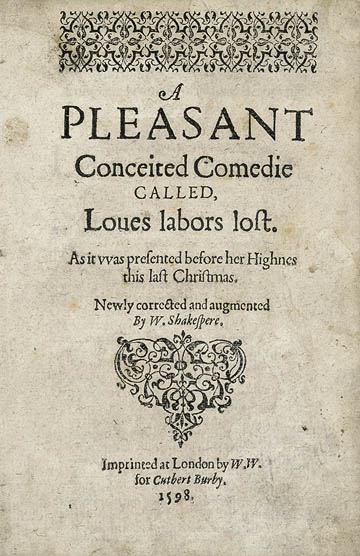
نمایشنامه درد بیهوده عشق که در سال ۱۵۹۸ در ربع کاغذی چاپ شده‌است.

درد بیهوده عشق نمایشنامه‌ای کمدی اثر ویلیام شکسپیر است که در حدود سال های ۱۵۹۲-۱۵۹۰ نوشته شده‌است. شکسپیرشناسان عموماً از این نمایشنامه به عنوان اولین کمدی وی یاد می‌کنند.

## ماخذ نمایشنامه
ماخذی برای این اثر شناسایی نشده‌است. احتمالاً وقایع معاصر، به ویژه حرف‌های درباری و روابط دیپلماتیک انگلیسی-فرانسوی توسط شکسپیر برای نوشتن این نمایشنامه مورد استفاده قرار گرفته‌است.

## شخصیت‌های نمایش
این نمایش در پنج پرده تدوین شده و دارای هفده شخصیت و تعدادی سیاهی لشکر است. شخصیت‌های اصلی نمایش عبارت اند از:
- فردیناند: پادشاه ناواره، که تصمیم گرفته‌است دربارش را به آکادمی علم و دانش تبدیل کند.
- پرنسس فرانسه: دوشیزه‌ای با نجابت و طبعی شاهوار که هنگام وقوع نمایش به عنوان سفیر ویژه‌ای از فرانسه مهمان شاه است.
- سر ناتانائیل: کشیشی طفره رو.
- مرکاد: یک قاصد.
- بردن، دوماین و لانگاویل: دوستان و ملازمان شاه.
- روزالین: هرزه‌ای با جبین همچون مخمل، از ندیمه‌های پرنسس.
- ماریا
- کاترین
- بویه
- کاستارد
- آنتونی دال
- دون داریانو دو آرمادو
- ماث
- ژاکوئنتا
- هولوفرنس
- دو هنرمند، نجیب زادگان دربار، یک جنگلبان، پیشکاران

## محل وقوع حوادث نمایشنامه
یک سرزمین پادشاهی قدیمی در شمال اسپانیا و جنوب فرانسه به نام ناواره.

## خلاصه‌ای از نمایشنامه
فردیناند پادشاه ناواره ناگهان اراده کرده‌است که به جای تفریحات معمولی و همیشگی درباری، کاخ خود را به صورت آکادمی برای کسب علم و دانش درآورد. در مجلس عیشی که در کاخ برگزار می‌شود سرانجام میعاد بسته می‌شود که در مدت سه سال مردان دربار جز مطالعه و روزه گرفتن و فقط سه ساعت خواب در شبانه روز کار دیگری انجام ندهند؛ و از همه مهم‌تر با هیچ زنی حرف نزنند؛ ولی...